# Joseph Bodart
Pour les articles homonymes, voir Bodart.
Joseph Jean Baptiste Edouard Bodart , né à Franc-Waret, le 17 avril 1855 et décédé à Hingeon le 3 mai 1904 fut un homme politique belge francophone libéral.
Il fut rentier.
Il fut membre du parlement,, et conseiller provincial de la province de Namur.